# Малобеловодский
Малобелово́дский — посёлок в Юргамышском районе Курганской области. Входит в состав Кислянского сельсовета.

## История
До 1917 года в составе Кислянской волости Челябинского уезда Оренбургской губернии. По данным на 1926 год кордон Малобеловодский состоял из 6 хозяйств. В административном отношении входил в состав Малобеловского сельсовета Юргамышского района Курганского округа Уральской области.

## Население
| 1989 | 2002 | 2010 |
| ---- | ---- | ---- |
| 118  | ↘94  | ↘69  |

По данным переписи 1926 года на кордоне проживал 31 человек (12 мужчин и 19 женщин), в том числе: русские составляли 100 % населения.